# Organisation pour la mise en valeur du fleuve Sénégal
L'Organisation pour la mise en valeur du fleuve Sénégal (OMVS) est une organisation intergouvernementale de développement créée le 11 mars 1972 à Nouakchott par le Mali, la Mauritanie et le Sénégal, en vue de gérer le bassin versant du fleuve Sénégal, bassin qui s'étend sur une surface de 289 000 km2. Son siège se trouve à Dakar.

## Historique

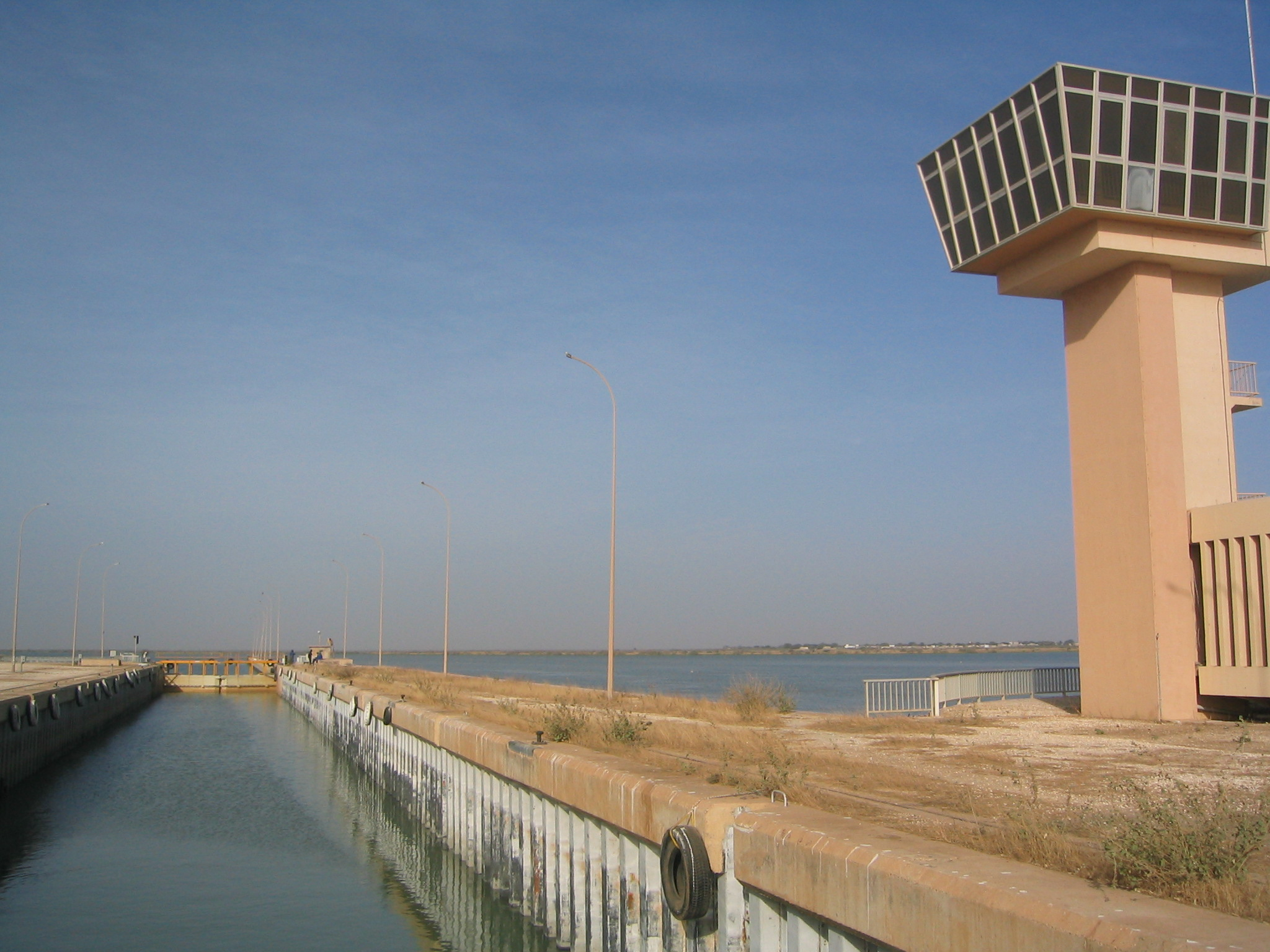
Écluse de navigation au barrage de Diama

Durant la période coloniale, l'aménagement du fleuve a très tôt intéressé les autorités. L'ancêtre de l'Organisation actuelle est le Plan de colonisation agricole du Sénégal, proposé par le gouverneur du Sénégal Julien Schmaltz en 1802. Après vingt ans, il voit un début de mise en place avec le « jardin d'essai » de Richard-Toll dans le delta du fleuve Sénégal, en 1822, à l'initiative du baron Roger, autre gouverneur, avec l'aide du botaniste Jean Michel Claude Richard. En 1892 commencent les études hydrographiques, qui aboutissent, en 1908, à la publication des Instructions nautiques du fleuve Sénégal entre Saint-Louis et Kayes. Une société privée, l'Union hydroélectrique africaine (UHEA), créée en 1927, se donne comme objectif l'aménagement du fleuve pour la navigation, l’irrigation et la production d'électricité. Un barrage réservoir, d’une capacité de stockage de 16 milliards de m3, devait être construit à Gouina, au Mali, et aurait permis la régulation du fleuve sur la base d'un débit de 600 m3/s. La centrale hydroélectrique devait produire 2 milliards de kWh par an. Ces projets ne seront jamais réalisés, faute de soutien des autorités.
La première ébauche de système intégré de mise en valeur du fleuve Sénégal est, en 1934, la Mission d’études et d’aménagement du fleuve Sénégal (MEAF). Elle regroupe le Soudan (l'actuel Mali), le Sénégal et la Mauritanie. Elle a réalisé principalement des études hydrologiques et des travaux d'aménagement hydroagricoles. Lui succède, en 1938, la Mission d’aménagement du fleuve Sénégal (MAS). En 1959, cette mission passe sous le contrôle des trois États autonomes du Mali, de la Mauritanie et du Sénégal. La Guinée, indépendante depuis 1958, n'en fait pas partie.
En 1963, un comité inter-États est créé, regroupant le Sénégal, la Mauritanie, le Mali et la Guinée. Sa principale réalisation sera le Programme intégré de mise en valeur des ressources du bassin du fleuve Sénégal. Ce Programme s'appuie sur des études financées par le Programme des Nations unies pour le développement (PNUD). Le Comité inter-États pour le développement du bassin du fleuve Sénégal est remplacé, en mars 1968, par l'Organisation des États riverains du fleuve Sénégal (OÉRS), créée à Labé (République de Guinée). Cette organisation regroupe la Guinée, le Mali, la Mauritanie et le Sénégal, et se consacre à l'harmonisation des plans de développement des États-membres. La Guinée s'en retire en 1971.
En 1972, l’OÉRS cède la place à l'Organisation pour la mise en valeur du fleuve Sénégal (OMVS), dont sont membres le Sénégal, la Mauritanie et le Mali.
En 1992, la Guinée et l'OMVS signent un protocole-cadre de coopération, suivi, en 2004, d'un accord instituant un Conseil interministériel Guinée/OMVS et une commission juridique et technique. Le 2 juillet 2005, la République de Guinée adhère à l’Organisation pour la mise en valeur du fleuve Sénégal, adhésion concrétisée par la signature d'un traité, le 17 mars 2006, à Bamako.
En 1996, les bailleurs de fonds analysent, avec l’OMVS, les conditions d’une gestion efficace des investissements hydroélectriques et proposent des réformes institutionnelles profondes du Haut Commissariat et de l’Agence des ouvrages communs (AGOC). Un nouveau schéma institutionnel de l’OMVS est discuté lors de réunions en mai 1996 (Paris), ébauché en juin 1996 (Dakar) et finalisé en novembre/décembre 1996 à Dakar, lors de l’évaluation conjointe du projet Énergie.
En 2013, Macky Sall est élu à la tête du Comité d’orientation du NEPAD.
En 2019, c'est  le président malien Ibrahim Boubacar Kéita qui est désigné comme nouveau président de l'Organisation. 

## Cadre géographique

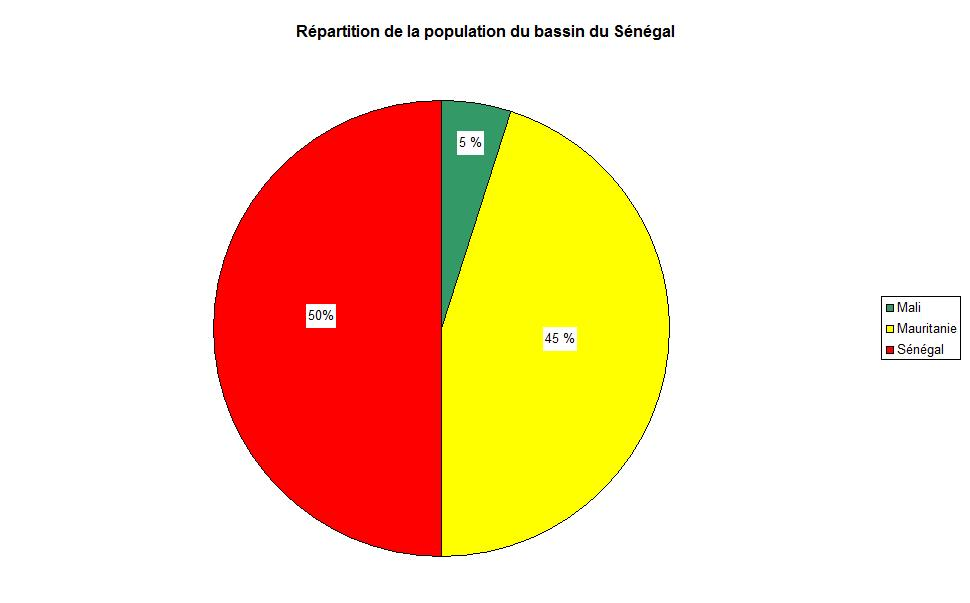
Répartition de la population du bassin du Sénégal

Le fleuve Sénégal s’écoule dans le sens est-ouest sur 1 790 km. Il naît de la rencontre du Bafing, le fleuve « noir », descendu du Fouta-Djalon, à 800 mètres d’altitude, et du Bakoye, le fleuve « blanc », qui prend sa source sur le plateau mandingue. Son principal affluent est le Falémé, qui draine toute la partie est du Sénégal.
Le bassin du fleuve s’étend sur 337 500 km2, et la population qui y vit représente 16 % de celle des trois pays riverains (la moitié au Sénégal, 5 % au Mali, le reste en Mauritanie). Le bassin est caractérisé par l’avancée du désert et le débit aux variations saisonnières très fortes.

## Objectifs
L'OMVS a comme objectifs de :
- réaliser l’autosuffisance alimentaire pour les populations du bassin et, partant, de la sous-région ;
- sécuriser et améliorer les revenus des populations de la vallée ;
- préserver l’équilibre des écosystèmes dans la sous-région, et, plus particulièrement, dans le bassin ;
- réduire la vulnérabilité des économies des États membres de l’Organisation face aux aléas climatiques, ainsi qu’aux facteurs externes ;
- accélérer le développement économique des États membres[4].

## Organisation
L'Organisation pour la mise en valeur du fleuve Sénégal est régie par cinq conventions internationales.

### Convention portant création de l'Organisation pour la mise en valeur du fleuve Sénégal

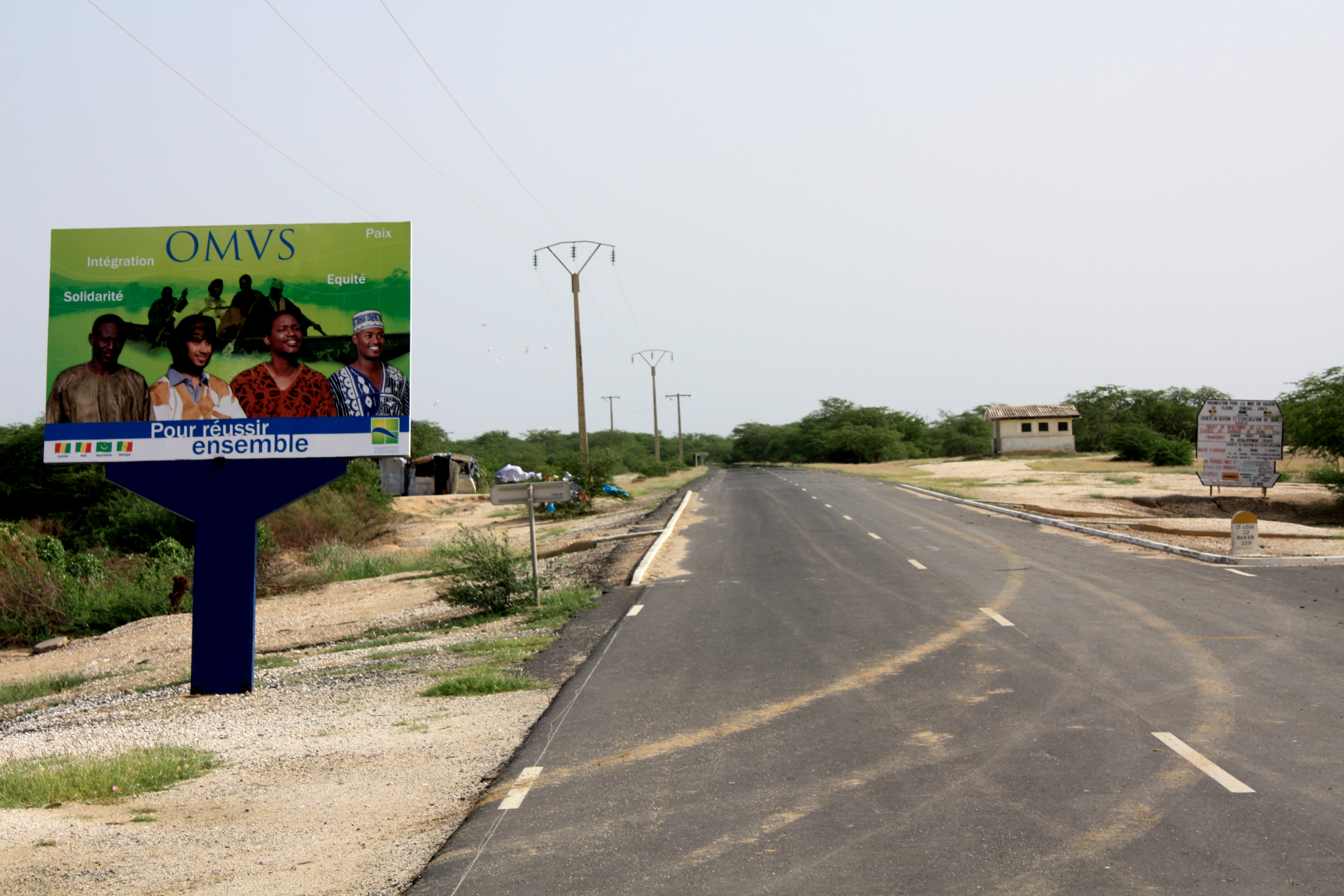
Panneau publicitaire près de la frontière sénégalo-mauritanienne

Cette convention a été signée le 11 mars 1972, à Nouakchott, par les chefs d'État du Mali, de la Mauritanie et du Sénégal. Elle définit les missions et les compétences de l'organisation. Elle prévoit la création d'un organe exécutif, le Haut-Commissariat. Elle a été plusieurs fois amendée.
Elle définit les organes de l'OMVS. Ce sont :
- la Conférence des chefs d'État et de gouvernement, qui définit la politique de coopération et de développement au sein de l'Organisation ;
- le Conseil des ministres, qui définit la politique générale d'aménagement du fleuve et de mise en valeur de ses ressources ;
- le Haut Commissariat, qui applique les décisions du Conseil des ministres. Son siège est à Dakar, au Sénégal ;
- la Commission permanente des eaux, qui est un organe consultatif auprès du Conseil des ministres, chargé de définir les principes et les modalités de la répartition des eaux du fleuve entre les États, et entre les secteurs d'utilisation de l'eau : industrie, agriculture, transport. Elle est également chargée de l’instruction des projets des États membres susceptibles d’avoir un impact négatif sur les eaux du fleuve et joue un rôle important en matière de contrôle de l’utilisation de l’eau et de lutte contre la pollution. Une autre de ses missions est de préparer périodiquement le plan de gestion des ressources en eau, sur la base des projections des besoins des usagers et d'une simulation de la gestion du système des barrages Manantali–Diama. Ce plan est soumis au Conseil des Ministres ;
- le Comité Régional de Planification, composé des représentants des États, chargé d'émettre, à l'attention du Conseil des ministres, un avis consultatif sur le programme d'investissement relatif à la mise en valeur optimale des ressources du bassin. Il propose des mesures de mise en cohérence, voire d’harmonisation des politiques de développement dans le bassin ;
- le Comité consultatif, qui réunit les représentants des pays et institutions de financement et ceux de l’OMVS, et a un rôle d’assistance au Haut Commissariat, pour la recherche des moyens financiers et humains, et de promotion des échanges d’informations.

La présidence est assurée, de façon tournante, par chacun des États membres. En 2002, c'est le Mali qui préside l'OMVS.
Le Haut Commissariat est financé, à parts égales, par les États membres.

### Convention relative au statut juridique du fleuve Sénégal
Cette convention a été signée le 11 mars 1972. Le fleuve Sénégal et ses affluents reçoivent le statut de «cours d’eau international » sur les territoires du Mali, de la Mauritanie et du Sénégal. La convention garantit la liberté de navigation et l'égalité dans toutes les formes d’utilisation de l'eau du fleuve, ainsi que des routes, chemins de fer et canaux latéraux, établis dans le but spécial de suppléer le défaut de navigabilité ou les imperfections de la voie fluviale sur certaines sections du fleuve et de ses affluents.
L'article 4 du titre II prévoit une approbation préalable, par les États contractants, de tout projet susceptible de modifier d'une manière sensible les caractéristiques du fleuve.
Le délai, au terme duquel la convention peut être dénoncée par l'un des États contractants, a été porté de 10 à 99 ans par un amendement adopté le 16 décembre 1975.

### Convention relative au statut juridique des ouvrages communs
Les États contractants avaient décidé, en 1974, du principe d'une propriété commune de certains ouvrages sur le fleuve.
La Convention relative au statut juridique des ouvrages communs a été signée, le 21 décembre 1978, par les chefs d'État et de gouvernement du Mali, de la Mauritanie et du Sénégal. Elle fixe le statut juridique des ouvrages dits communs (notamment les conditions requises pour qu'un ouvrage accède à ce statut, les conditions d'exécution de ces ouvrages, le statut privilégié accordé par les États aux ouvrages communs) et définit les droits et obligations des États copropriétaires ainsi que les modalités de la création d'Agences de gestion des ouvrages communs.

### Convention relative aux modalités de financement des ouvrages communs
Cette convention, signée le 12 mai 1982 à Bamako, prévoit les modalités de financement du programme de l'OMVS, les mécanismes de garanties aux prêteurs (cautions solidaires) et une clé d’imputation des coûts et charges, qui peut être réajustée lorsque cela semble nécessaire.

### Conventions relatives aux barrages de Diama et Manantali
Ces deux conventions, datant du 7 janvier 1997, créent l'Agence de gestion et d'exploitation de Diama (SOGED) et l'Agence de gestion de I'énergie de Manantali (SOGEM).

### Charte des eaux du fleuve Sénégal
Cette charte, adoptée en mai 2002, détermine :
- les principes et modalités de la répartition des eaux entre les différents secteurs d’utilisation ;
- les modalités d’examen et d’approbation des nouveaux projets utilisateurs des ressources en eau ;
- les règles relatives à la préservation et à la protection de l’environnement ;
- le cadre et les modalités de participation des utilisateurs de l’eau dans la prise des décisions de gestion des ressources du bassin[4].

## Programme
L'Organisation pour la mise en valeur du fleuve Sénégal a développé un Programme d'infrastructure régionale. Il comprend :
- la construction, dans le haut bassin, d'un barrage régulateur et d'une centrale hydroélectrique (barrage et centrale hydroélectrique de Manantali), sur le Bafing, principal affluent du fleuve Sénégal ;
- la construction, dans le delta, d'un barrage anti-sel sur le fleuve Sénégal (barrage de Diama) ;
- l'aménagement du fleuve en voie navigable permanente, entre Saint-Louis et Ambidédi, la construction d'un port fluvio-maritime à Saint-Louis, d'un port terminal à Ambidédi, d'escales portuaires le long du fleuve, la construction d'une route d'Ambidédi à Kayes et d'un port sur le fleuve à Kayes.

Les barrages de Manantali et de Diama ont pour objectifs de :
- régulariser le régime du fleuve et fournir les débits nécessaires à l'irrigation de 375 000 hectares de terres agricoles aménagés, à l'approvisionnement en eau potable de centres urbains et à la navigation sur le fleuve, toute l'année, de Saint-Louis à Ambidédi, en maintenant un tirant d'eau suffisant ;
- produire environ 800 millions de kilowattheures d'énergie hydroélectrique ;
- écrêter les crues naturelles et réduire les impacts des inondations ;
- empêcher les remontées des eaux saumâtres dans le delta, en périodes de basses eaux ;
- améliorer les conditions de remplissage des lacs alimentés par le fleuve Sénégal, permettant ainsi un meilleur fonctionnement des stations de pompage des périmètres agricoles irrigués, des unités industrielles et des centres urbains.

Le barrage de Diama est mis en exploitation en novembre 1985 et les travaux de construction, effectués avec une forte participation française, sont achevés en août 1986. Sa fonction essentielle est d’empêcher l’intrusion de la langue salée dans le fleuve, et rendre ainsi des terres, naguère salines, du Delta propices à l’agriculture.
Les endiguements du fleuve Sénégal, entre Diama et Rosso, permettent la fermeture de la retenue de Diama, devenue un barrage réservoir (250 à 535 millions de m3), la protection contre les inondations et le contrôle de l'alimentation gravitaire des marigots du delta, en rive droite et en rive gauche. Les travaux de construction de l'endiguement rive droite et de réhabilitation de l'endiguement rive gauche ont été achevés respectivement en avril 1992 et en décembre 1994.
La mise en eau du barrage de Manantali a commencé en juillet 1987 et s'est poursuivie jusqu'en septembre 1991, date à laquelle le niveau de la retenue a atteint pour la première fois la cote 208 m. Le réservoir a un volume de stockage 11,3 milliards de m3 et un volume utile de 8 milliards de m3, et permet de régulariser les débits du Bafing, affluent principal du fleuve Sénégal.

### Irrigation

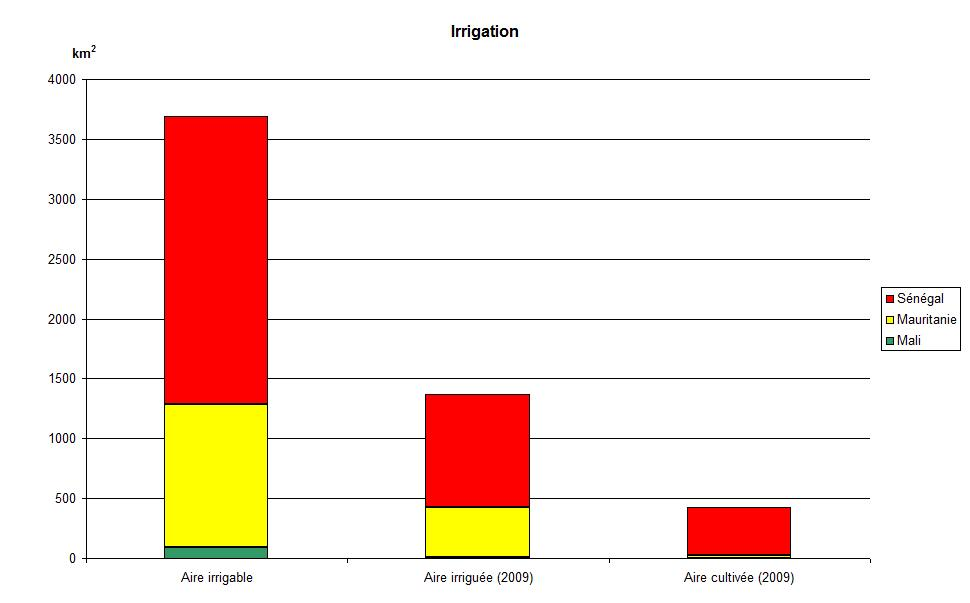
Superficies irrigables, irriguées et cultivées (2009)

Ce volet prévoit l'irrigation de 3 750 km2 de terres agricoles (le bassin du Sénégal comprend 8 000 km2 de terres arables), dont 2 400 km2 au Sénégal, 1 200 km2 pour la Mauritanie et 90 km2 pour le Mali. En 2009, 1 378 km2 (37 %) sont aménagés, dont 940 km2 au Sénégal, 421,8 km2 en Mauritanie et 7,28 km2 au Mali.Les superficies mises en culture sont nettement inférieures à celles aménagées : 1,5 km2 au Mali, 350 à 400 km2 au Sénégal, et 21,2 à 21,5 km2 en Mauritanie.
Les productions agricoles regroupent les productions céréalières (riz, maïs et sorgho) et les productions maraîchères (oignon, tomate, melon et gombo). La production de riz couvre 15 % de la consommation au Sénégal, et 30 % en Mauritanie. D'autres cultures sont envisagées (arachide, coton, fruits, fourrages et oléagineux).
Pour permettre une amélioration substantielle des cultures irriguées, l’OMVS a élaboré un plan d’action. Ce plan définit les domaines d’orientation stratégiques, les contraintes, les objectifs spécifiques correspondants, les activités à conduire, l’estimation des coûts, les acteurs impliqués et le calendrier indicatif de mise en œuvre. Une priorité sera accordée à sa réalisation afin de permettre à ce secteur de contribuer, à l’instar du projet énergie, au renforcement de l’intégration économique et sociale de l’OMVS.

### Énergie

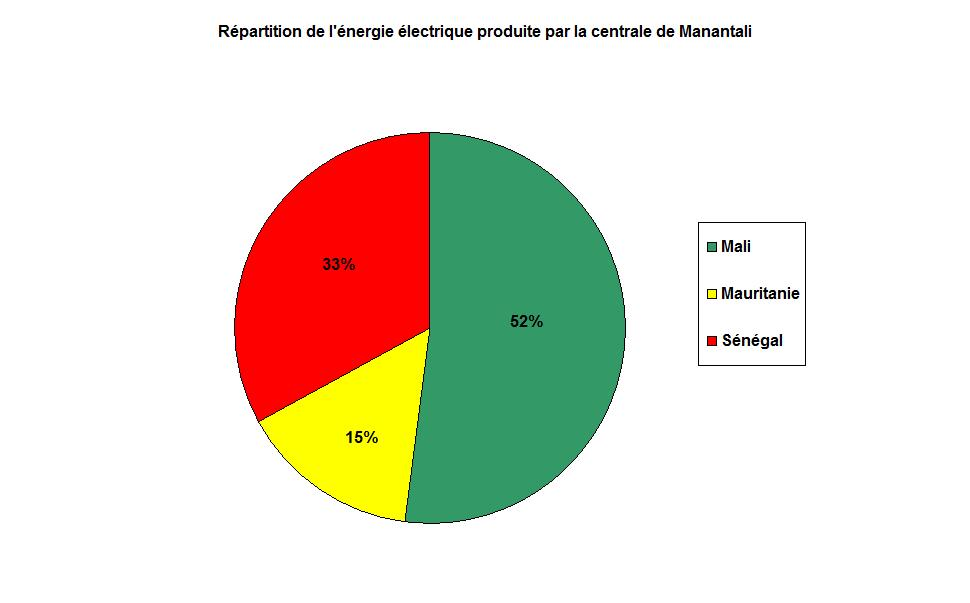
Répartition de l'énergie électrique produite par la centrale de Manantali (2009)

La centrale hydroélectrique de Manantali a coûté 280 millions d'euros (400 millions $ US). Elle fonctionne depuis 2001. Elle est équipée de cinq groupes de 40 MW chacun, fournissant une puissance totale de 200 MW, et produisant 800 GWh par an, 9 années sur 10.
La centrale est reliée au Mali, à la Mauritanie et au Sénégal par 1 500 km de lignes de transport comprenant un Système Ouest et un Système Est. La fourniture d’énergie se fait conformément à la clé de répartition sectorielle en vigueur, soit (en 2009) : 52 % pour le Mali, 15 % pour la Mauritanie et 33 % pour le Sénégal. Un opérateur privé, la société sud-africaine ESKOM, est chargé, depuis juillet 2001, de l’exploitation et de la distribution de l’énergie. Le contrat qui le lie à l'OMVS a une durée de 15 ans, renouvelable une fois. Au 31 mars 2003, la centrale de Manantali a produit 642 GWh, pour un total de 25 750 heures de fonctionnement. La facturation se monte à 24,4 millions d'euros (16,17 milliards de francs CFA).
Le câble de garde des lignes électriques, réalisé en fibre optique, a permis l’interconnexion des réseaux de télécommunication du Mali, de la Mauritanie et du Sénégal, et autorise le transit de 33 000 communications téléphoniques simultanées, ou de 48 canaux de télévision. Interconnecté au câble sous-marin trans-atlantique, le réseau de l état constitue aujourd’hui un point nodal entre, d’une part, l’Afrique de l’Ouest et, d’autre part, l’Afrique du Sud, de l’Est et du Nord.
Une étude de faisabilité technique pour l’électrification des villages situés dans l’emprise des lignes à haute tension dans les États membres a été réalisée. L’OMVS a procédé à l’électrification du village de Manantali sur des fonds propres et va réaliser un programme test d’électrification rurale, concernant une dizaine de villages par pays
Dans le programme de développement intégré de l’OMVS, le Projet Navigation sur le fleuve est considéré comme l’épine dorsale d’un réseau maillé de modes de transport terrestre, comprenant des routes principales et secondaires, parmi lesquelles les routes d’accès aux ouvrages hydrauliques principaux (les barrages de Diama et Manantali) et la ligne de chemin de fer Dakar-Bamako.
Le projet entend profiter de l’augmentation des débits d’étiage du fleuve, due aux barrages, pour créer une voie navigable de grande capacité, munie d'infrastructures portuaires. L'objectif est de favoriser l'essor économique du bassin, de valoriser les ressources naturelles, d'accroître le commerce à l'intérieur du bassin et le commerce international des États membres et d’améliorer l’accès aux marchés extérieurs des régions enclavées du bassin et du territoire du Mali.
Le projet comporte la réalisation d’ouvrages et de fournitures répartis en deux volets structurants (navigabilité et infrastructures portuaires). Sa réalisation se fera en deux étapes.
La première concerne l’aménagement d’un chenal navigable dans le lit mineur, afin d'assurer le passage des bateaux et barges ayant un tirant d'eau inférieur à 1,50 m et le soutien aux opérateurs intéressés par la reprise des activités de transport sur le fleuve. La longueur de cette voie est d’environ 905 km. Elle permet la navigation, toute l'année, sur le fleuve, entre Saint-Louis, située à l’embouchure du fleuve, et Ambidebi (en aval de Kayes) au Mali. La voie d’eau autorise une capacité annuelle de 10 millions de tonnes de fret. Le financement des études de faisabilité et d’exécution est assuré par la Banque islamique de développement (BID).
La deuxième étape porte sur l’étude du cabotage et sa réalisation entre le port de Dakar et celui de Nouakchott. Elle comporte l'aménagement partiel du fleuve et son balisage, pour une largeur minimale des passes navigables sur seuils (35 m de large au plancher et une profondeur de référence de 150 m), pour garantir un tirant d’eau de 1,10 m à 1,20 m. Elle prévoit de petits travaux d’amélioration pour sept escales existantes : Rosso, Richard-Toll, Podor, Boghé, Kaédi, Matam et Bakel. Un dispositif mer/fleuve sécurisant le passage des bateaux et caboteurs fluvio-maritimes est à l'étude. Enfin, un inventaire des caractéristiques de la flotte, un projet de gestion privée des installations et un cadre juridique, réglementaire et organisationnel pour la navigation sont aussi en cours.

### Eau potable
Les problèmes d’alimentation en eau potable et d’assainissement constituent une importante préoccupation des autorités de l’OMVS. Le réseau des infrastructures d'alimentation en eau potable et d’assainissement reste en deçà des besoins de la population, et ce malgré les investissements consentis par les États membres et les populations.
Le taux de couverture en matière d’eau potable (puits modernes, forages équipés et adduction d’eau) est à peu près de 60 %. Le système d’assainissement avec tout-à-l’égout est très peu développé, et environ 80 % des ménages utilisent des latrines traditionnelles. Pour pallier ces insuffisances, les efforts engagés par les États membres seront poursuivis et renforcés. L’objectif visé est d’assurer une bonne alimentation en eau et d’améliorer les conditions d’hygiène.
Chaque habitant devrait, en 2010, avoir accès à 35 litres d'eau potable par jour, conformément aux normes de l’Organisation mondiale de la santé (OMS). Un objectif prioritaire est de porter le taux d’accès à l’eau potable à 100 %, en dotant les localités du bassin n’ayant pas encore accès à l’eau potable, de forages et de puits modernes. Un schéma de desserte en eau potable sera élaboré dans le cadre du SDAGE. Il intègre le projet Aftout Es Saheli, pour l’adduction d'eau à Nouakchott et l’alimentation de Dakar (lac de Guiers) et de Saint-Louis.
Des projets pilotes de santé ont été réalisés pour doter les populations d’infrastructures sanitaires (latrines, douches, etc.) et leur fournir de l’eau potable par la construction d’ouvrages d’adduction d’eau. L’objectif recherché est de minimiser le contact de l’homme avec l’eau du fleuve. La construction de ces infrastructures concerne six villages (trois en Mauritanie et trois au Sénégal). Après évaluation de cette phase pilote, les actions jugées positives seront étendues à d’autres zones en les adaptant aux réalités locales.

### Environnement
Le delta et la vallée du Sénégal ont subi de profonds bouleversements, avec la mise en eau des barrages de Manantali et de Diama, ainsi que les aménagements qui en ont résulté (endiguements, aménagements hydro-agricoles, etc.). Ces changements ont eu des impacts négatifs sur le fonctionnement de certains écosystèmes du bassin. Ces impacts sont en partie connus et cités dans différentes études. D’autres le sont moins bien, et leurs effets sont mal généralement évalués, d’où la difficulté de mesurer avec exactitude les risques qui en découlent. Il n’existait ni de système permettant d’alerter les populations, les décideurs et les services techniques compétents en matière de risques, ni de cadres de concertation approprié.
Pour pallier toutes ces insuffisances, l’OMVS a engagé la mise en œuvre du Programme d’atténuation et de suivi des impacts sur l’environnement (PASIE). Ce programme, cofinancé par la Banque mondiale, la Banque africaine de développement, la Coopération française et la Coopération canadienne, vise à définir et à mettre en œuvre une série d’actions s’intégrant dans une stratégie globale de protection et de préservation de l’environnement. Il regroupe une vingtaine d’activités réparties en six volets. Il intègre, entre autres, le Programme d’optimisation de la gestion des réservoirs (POGR), le Programme de lutte contre les maladies d’origine hydrique, l’électrification rurale, les micro-projets générateurs de revenus ou l’harmonisation des législations nationales. Il a permis de prendre en charge les différents problèmes liés à la réalisation des lignes électriques. Pour assurer une veille environnementale permanente sur l’ensemble du bassin, un Observatoire de l’environnement a été mis en place en mai 2000. Un système de veille a été conçu selon la méthode d’analyse MERISE. Le logiciel BASE SOE-OMVS permet de gérer les acteurs, les informations manipulées, les flux d’information entre les acteurs et les traitements effectués sur ces informations et déclinés en actions.

#### Atténuation des effets du projet d'hydro-électricité
Ce volet concerne l’élaboration de directives et leur application par les intéressés, en ce qui concerne :
- la localisation des lignes de transport d’électricité, en vue d’en minimiser les effets négatifs ;
- les mesures d’atténuation des effets et de protection de l’environnement à prendre durant les travaux de construction ;
- la surveillance de l’environnement durant les travaux de construction ;
- la protection et la surveillance continues de l’environnement, à assurer dans le cadre de l’exploitation du barrage de Manantali[5].

Les directives ont été conçues conjointement par divers bureaux de consultants. Elles ont été acceptées par un atelier, organisé, en juin 1998, à Bamako, auquel ont participé des représentants de l’OMVS, de ses États membres, des bailleurs de fonds et des Organisations non-gouvernementales opérant dans les pays membres. Les directives sont applicables pour l’établissement des plans, la conception, la construction et l’exploitation des installations de production hydroélectrique.

#### Acquisition d'emprise pour les lignes électriques
Ce volet définit les procédures à suivre pour obtenir les droits nécessaires à la construction des lignes de transport et des sous-stations sur des terres appartenant ou attribuées à des particuliers et les conditions régissant l’utilisation, pendant l’exécution des travaux, de terres occupées ou utilisées par des particuliers. Le programme définit également les principes et modalités d’installation de lignes de transport sur des terres appartenant à l’État ou administrés par lui.
Les procédures, tenant compte de la réglementation pertinente de chaque pays membre, ont été définies par les mêmes bureaux de consultants que ceux qui ont élaboré conjointement les directives dans le cadre du volet précédent, et elles ont également été approuvées lors de l’atelier de Bamako, en juin 1998. Elles ont commencé à être appliquées, au Mali, après que le Premier ministre a signé, en décembre 1998, un décret déclarant que la construction de la ligne de transport Manantali-Kita-Bamako correspondait à l’intérêt national.

#### Optimisation de la gestion des réservoirs
Ce volet vise à comprendre parfaitement les phénomènes hydrologiques en jeu et leurs interactions avec d’autres ressources naturelles, afin d’utiliser les eaux de façon optimale et d’en tirer le maximum d’avantages, ainsi qu'à élaborer en conséquence un manuel de gestion des réservoirs. La régulation consécutive du débit doit :
- corriger en partie les effets négatifs enregistrés après la construction des barrages de Diama et de Manantali ;
- déboucher sur une répartition équitable de l’eau entre ses diverses utilisations ;
- atténuer les effets négatifs sur la santé publique et sur l’environnement[5].

Trois études ont été réalisées par des bureaux de consultants différents :
- L’IRD doit mettre au point un manuel de gestion des réservoirs dans le cadre d'une gestion intégrée des ressources en eau (essentiellement un modèle informatique donnant des instructions sur l’exploitation en fonction des caractéristiques hydrologiques observées et d’objectifs convenus en matière de débit)[8] ;
- Roche International doit évaluer les ressources halieutiques du fleuve Sénégal et leur degré de dépendance à l’égard du régime de crues ;
- La troisième étude doit se pencher sur l’influence des crues sur les pâturages, l’agriculture de décrue et la reconstitution des nappes phréatiques.

La Banque mondiale a accepté de financer une étude coûts/avantages des divers scénarios
relatifs à l’exploitation des barrages et d’aider à élaborer une Charte de l’eau définissant les principes et les modalités du partage des ressources en eau disponibles entre les pays riverains et entre leurs différentes utilisations (Société du canal de Provence, Coyne et Belier). En fonction des principes et modalités de la Charte de l’eau, sont fixés les objectifs de débit que le manuel de gestion des réservoirs doit prendre en compte. La Charte, approuvée par le Conseil des ministres dont relève l’OMVS, est entrée en vigueur en l’an 2002.

#### Hygiène de l'environnement
Ce volet a pour objectif d’exécuter un plan d’action visant à réduire considérablement, à moyen terme, la prévalence de la bilharziose et du paludisme. La Banque mondiale a approuvé des termes de référence pour des mesures structurelles pilotes visant à éliminer ou à réduire le risque d’infection par la bilharziose. Il est également prévu d’étudier et d’expérimenter des fluctuations de niveau d’eau dans les réservoirs de Manantali et de Diama pour lutter contre l’escargot qui sert de vecteur aux parasites de la bilharziose. Les ministères responsables de la santé publique dans les pays membres de l’OMVS doivent concevoir et exécuter conjointement un plan d’action relatif à l’hygiène de l’environnement pour lutter contre les maladies d’origine hydrique.

#### Mesures complémentaires
Ce volet comprend les activités suivantes :
- promotion de l’électrification rurale ;
- microprojets ciblés sur les femmes et ayant pour objectifs de générer des recettes et de réduire la pauvreté ;
- promotion de l’aménagement des sites hydroélectriques de la prochaine génération (aux chutes de Felou et de Gouina, sur le fleuve Sénégal)[5].

Le premier et le troisième point ont été financées par la Banque mondiale. Les travaux relatifs au second commenceront lorsque le financement prévu aura été obtenu.

#### Coordination et suivi
Ce dernier volet concerne une série de mesures de gestion et de surveillance de l’environnement et les mécanismes de coordination nécessaires à la mise en œuvre efficace du PASIE. Les mesures concernant la gestion et la surveillance de l’environnement comprennent :
- la création d’une base de données dans le cadre d’un Observatoire de l’environnement ;
- le renforcement du service de limnologie de Manantali ;
- la mise au point d’un plan général d’action environnementale et d’un code de l’environnement applicables à la partie du bassin du fleuve Sénégal occupée par les pays membres de l’OMVS ;
- un programme de surveillance environnementale des réservoirs et des écosystèmes en aval[5].

Une étude de trois mois effectuée par un bureau de consultants sur les activités de l’Observatoire de l’environnement a été achevée à la fin de 1998, le rapport final étant disponible en 1999. Les mécanismes de coordination comprennent :
- un comité directeur ;
- une commission d’experts ;
- un comité de suivi ;
- un mécanisme pour coordonner les programmes d’hygiène de l’environnement et suivre les effets de l’exécution du plan d’action dans ce domaine ;
- la création de comités nationaux de coordination (CNC) et de comités locaux de coordination (CLC)[5].

## Gestion
L’OMVS a développé des outils de gestion et de planification. Parmi ceux-ci, une base de données recense les débits du fleuve Sénégal depuis 1904. L'Organisation publie un Bulletin hydrologique mensuel.

## Financement
Le financement est assuré par des contributions versées par les États membres à l'Organisation, des emprunts contractés par les États membres, et rétrocédés à l'Organisation, des subventions, dons, legs et autres libéralités, y compris l'assistance technique et des emprunts contractés par l'Organisation avec ou sans garantie. La France est un important bailleur de fonds ; la coopération française a contribué, ainsi pour 1,1 million d'euros, au financement de l'organisation, entre 1998 et 2000.
Le financement du fonctionnement des différents organes de l’OMVS est assuré de façon égale par les États membres.
Les coûts d'investissements et les charges d'exploitation sont répartis entre les États en fonction des bénéfices que chaque État retire de l'exploitation des ouvrages communs. Cette répartition des coûts et des charges peut être réajustée, périodiquement en fonction des résultats d'exploitation de l'ensemble du système.
Les États garantissent le remboursement du principal, le service des intérêts et autres charges afférentes aux prêts contractés par l'Organisation en vue de la construction des ouvrages communs. Les emprunts à contracter par l'Organisation pour la réalisation ou le fonctionnement des ouvrages communs doivent être soumis à l'approbation du Conseil des Ministres de l'Organisation.
Les contributions des États aux coûts de réalisation et de fonctionnement des ouvrages communs s'effectuent au prorata de leur participation aux coûts et charges de ces ouvrages, et sont définies par une clef de répartition. Ces contributions constituent des avances faites à l'Organisation. Elles doivent leur être remboursées dès que les ressources de l'Organisation le permettront.

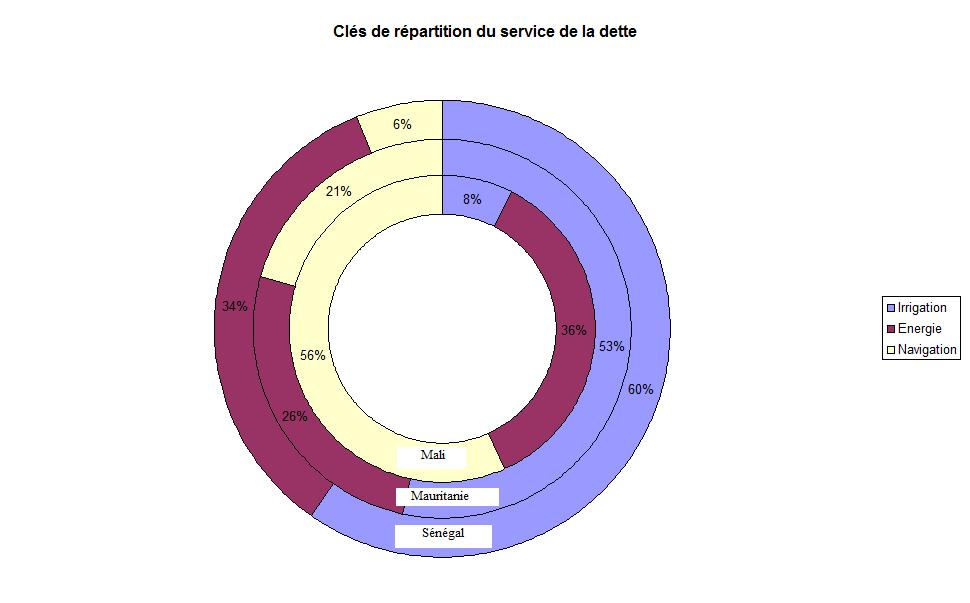
Clés de répartition du service de la dette (2009)

La clé générale en vigueur en 2009 est la suivante :
- Mauritanie : 22,7 %
- Sénégal : 42, %
- Mali : 35,3 %

La réalisation des barrages de Manantali et de Diama a été rendue possible grâce à la mobilisation de ressources financières très importantes, 110 millions d'euros (72 milliards de francs CFA) pour Diama, 490 millions d'euros(322 milliards de francs CFA) pour Manantali et 27 millions d'euros (18,6 milliards de francs CFA) pour les endiguements. Les prêts obtenus pour ces ouvrages ont un taux d'intérêt moyen pondéré de 2 % par an, une durée moyenne de 45 ans et 9 ans de différé.
Les dépenses d'exploitation, d'entretien et de renouvellement des ouvrages sont assurées par SOGED et la SOGEM. Leurs ressources proviennent de la vente de l'eau pour la SOGED, et de la vente de l'énergie électrique pour la SOGEM, pour lesquelles des redevances sont perçues, conformément à une décision du Conseil des ministres de décembre 1996. La navigation sur le Sénégal fait également l'objet d'une tarification. Par contre, la pêche en est exclue.
Les tarifs pratiqués, à partir de 1987, sont de 1 300 F CFA/ha pour les cultures vivrières de contre saison chaude, de 0,76 F CFA/m3 pour les cultures irriguées industrielles et de 0,76 F CFA/m3 pour l'alimentation en eau potable des villes. En janvier 1994, le Conseil des ministres décide d'augmenter les tarifs et d'élargir les contributions. Les nouveaux tarifs sont alors de 1 400 F CFA/ha pour les cultures vivrières de contre saison chaude, de 1 F CFA/m3 pour les cultures irriguées industrielles et de 0,80 F CFA/m3 pour l'alimentation en eau potable des villes. Les nouvelles redevances s'appliquent aux cultures vivrières de contre saison froide (200 F CFA/ha) et aux cultures vivrières d'hivernage (500 F CFA/ha). Cependant, les redevances ne couvrent pas plus de 30 % des dépenses d'exploitation.
Les principaux usagers sont la SAED, depuis 1987, la SONADER, depuis 1988, la Compagnie sucrière sénégalaise (CSS), depuis 1987, la SOCAS, de 1987 à 1993, la SEMOS, depuis 1996, la SONEES, de 1987 à 1996, la Sénégalaise des eaux (SDE), depuis 1996, la Société EDM, depuis 1994, et la SONELEC, depuis 1994.

## Coopération internationale
Le bassin du fleuve Sénégal figure parmi les sept études de cas retenus par le Programme des Nations-unies pour l’évaluation de la gestion des ressources en eau, au niveau mondial (WWAP). Par ailleurs l'Organisation de mise en valeur du Sénégal est membre du bureau de liaison du Réseau international des organismes de bassin (RIOB), préside le Réseau international des organismes de bassin transfrontière (RIOBT) et assure le secrétariat technique permanent du Réseau africain des organismes de bassin (RAOB).